# Hvang Szokho
Hvang Szokho (hangul: 황석호, handzsa: 黃錫鎬, RR: Hwang Seok-ho; Cshongdzsu, 1989. június 27. –) dél-koreai válogatott labdarúgó, jelenleg a Shimizu S-Pulse játékosa.

## Pályafutása
A 2013-as Kelet-ázsiai labdarúgó-bajnokságon bronzérmesek lettek a válogatottal, valamint a 2014-es labdarúgó-világbajnokságon is tagja volt a keretnek. A Dél-koreai U23-as labdarúgó-válogatott tagjaként a 2012-es Olimpián részt vett és bronzérmesek lettek.

## Sikerei, díjai
- Sanfrecce Hiroshima
  - Japán bajnok: 2012, 2013
  - Japán szuperkupa: 2014

- Kasima Antlers
  - Japán bajnok: 2016
  - Császári Kupa: 2016
  - J-League kupa: 2015

## Külső hivatkozások
- Hvang Szokho profilja a Transfermarkt oldalán (angolul)
- Hvang Szokho adatlapja a Soccerway oldalon (angolul)
- Hvang Szokho adatlapja a National-Football-Teams.com oldalon (angolul)